# Nemessándorháza, Zala
Nemessándorháza  este un sat în districtul Zalaegerszeg, județul Zala, Ungaria, având o populație de 309 locuitori (2011). 

## Demografie
Componența etnică a satului Nemessándorháza
     Maghiari (94,74%)
     Germani (3,38%)
     Necunoscut (1,88%)
     Alții (1,88%)
Componența confesională a satului Nemessándorháza
     Fără religie (3,24%)
     Necunoscută (94,82%)
     Alte religii (1,94%)
Conform recensământului din 2011, satul Nemessándorháza avea 309 locuitori. Din punct de vedere etnic, majoritatea locuitorilor (94,74%) erau maghiari, cu o minoritate de germani (3,38%). Apartenența etnică nu este cunoscută în cazul a 1,88% din locuitori. Nu există o religie majoritară, locuitorii fiind  și persoane fără religie (3,24%). Pentru 94,82% din locuitori nu este cunoscută apartenența confesională.